# Loes Adegeest
Loes Adegeest (* 7. August 1996 in Wageningen) ist eine niederländische Radrennfahrerin.

## Sportlicher Werdegang
Adegeest fuhr 2019 für das als Talentschmiede geltende UCI Women’s Team Parkhotel Valkenburg, bei dem sie sich aber nicht durchsetzen konnte. 2022 wurde sie für das UCI Women’s Continental Team IBCT bei der Tour Cycliste Féminin International de l’Ardèche Etappensiegerin und Gesamtzweite. Außerdem gewann sie die E-Cycling-Weltmeisterschaften.
Hierauf erhielt Adegeest ab der Saison 2023 einen Vertrag beim UCI Women’s WorldTeam FDJ-Suez. Für diese Mannschaft gewann sie im Zweiersprint gegen Amanda Spratt das UCI-Women’s-WorldTour-Rennen Cadel Evans Great Ocean Road Race. Wenige Wochen später verteidigte sie ihren Titel bei den E-Cycling-Weltmeisterschaften.

## Palmarès
2022
- Weltmeisterin – E-Cycling
- Bergwertung Belgium Tour
- eine Etappe Tour de l’Ardèche

2023
- Cadel Evans Great Ocean Road Race
- Weltmeisterin – E-Cycling
- Bergwertung Tour de Romandie

2025
- eine Etappe Katalonien-Rundfahrt